# 能登半島 (石川小百合單曲)
《能登半島》（日语：／ Nodo handō */?）是日本演歌女歌手石川小百合的第16張單曲，1977年5月10日由日本哥倫比亞發行。此曲是石川小百合的代表作之一，與《津輕海峽·冬景色》、《越過天城》等曲齊名；同時當年推出的三首單曲，即《津輕海峽·冬景色》、《暖流》及本曲當年亦被歌迷稱為「旅情三部作」。

## 背景
因着上一首單曲《津輕海峽·冬景色》大賣並得到不少正面的回饋，作詞家阿久悠因而立即籌劃下一首歌曲，並且跟石川表示「下一首歌曲打算以你的家鄉為題裁啊！」結果寫成的卻是來自石川縣的歌曲。其實當時阿久老師的説話是採用了語帶相關的手法，借「石川」的本姓套入「石川縣」的場景，因而為她度身寫成了一首「以名入地」的代表作（事實上，石川小百合的家鄉位於熊本縣，要到翌年發行的《往火之國》（火の国へ）才算是真正成事）。
本單曲最初由日本哥倫比亞發行，然而因着石川後來移籍至波麗佳音和帝蓄娛樂後，相關的音源亦開始出現在其他唱片公司的精選輯內。
同年石川首度入選紅白，最終她選取了《津輕海峽·冬景色》作為出賽曲目，而本曲卻要等待至26年後的第54回時才首度演唱。在2024年的第75回中，石川因着能登半島在該年先後經歷了1月1日發生的地震及9月的豪雨的雙重打擊，為着作為對當地居民的一份心靈上支援，她暫停了自2007年起在紅白中輪流演唱《津輕海峽·冬景色》和《越過天城》的慣例，第二度以本曲作為當晚的演唱曲目。

## 收錄內容
- 發行日期：1977年5月10日（黑膠唱片版本）
- 曲目：

- 1. 能登半島 3:42
- 2. 不想回家（帰りたくない） 3:20

- 兩曲皆由作詞：阿久悠，作曲及編曲：三木剛